# Străin în țară străină
Străin în țară străină (titlu original: Stranger in a Strange Land, cu sensul de Străin într-o lume stranie) este un roman științifico-fantastic din 1961 scris de Robert A. Heinlein, pentru care autorului i-a fost acordat Premiul Hugo.
Subiectul narațiunii este povestea personajului Valentine Michael Smith, un om crescut de marțieni pe planeta Marte, după întoarcerea sa pe Pământ. Romanul explorează interacțiunea sa cu cultura terestră și transformarea sa. Titlul romanului face referire la cartea biblică a Exodului.

## Povestea
Romanul descrie viața lui Valentine Michael Smith, un tânăr născut pe planeta Marte, din părinti de origine pământeană, și devenit, prin educație, pe jumătate marțian. Pe lângă o  personalitate fermecătoare, acesta are și puteri ascunse PSI, pe care le-a dobândit pe Marte. El este un fel de Hristos al epocii spatiale, încercând să-i facă pe ceilalți oameni să înțeleagă că viața e veșnică și că aceasta se întemeiază pe dragostea nețărmurită (chiar fizică) și pe înfrățirea universală.

## Influențe

### Grok
Autorul introduce în Străin în țară străină neologismul: grokking – treaptă superioară a înțelegerii. Cuvântul "grok", inventat în roman, a intrat în limba engleză. În limbajul marțian inventat de Heinlein, "grok" înseamnă literalmente "a bea" și figurativ are sensul de "a înțelege", "a iubi" și "a fi una cu". Acest cuvânt a intrat rapid în limbajul folosit de fanii science fiction, hippie și mai târziu în limbajul programatorilor de calculator și al hackeri și de când a intrat în dicționarul englez Oxford.

## Vezi și
- 1961 în științifico-fantastic
- Măștile timpului  de Robert Silverberg
- Time is the Simplest Thing de Clifford D. Simak